# El Potro
El Potro är en ort i Mexiko.   Den ligger i kommunen Salinas och delstaten San Luis Potosí, i den centrala delen av landet, 400 km nordväst om huvudstaden Mexico City. El Potro ligger 2 131 meter över havet och antalet invånare är 379.
Terrängen runt El Potro är en högslätt. Runt El Potro är det glesbefolkat, med 13 invånare per kvadratkilometer. Närmaste större samhälle är Salinas de Hidalgo, 7,8 km öster om El Potro. Omgivningarna runt El Potro är i huvudsak ett öppet busklandskap.